# 林賢成
林賢成（韓語：임현성，1979年4月21日—），韓國男演員。

## 演出作品

### 電視劇
- 2008年：SBS《On Air》飾演 金凡來
- 2009年：MBC《2009外人球團》飾演 白斗山
- 2010年：MBC《蒲公英家族》
- 2011年：MBC《夥伴》
- 2011年：MBN《What's up》飾演 視在憲為眼中釘的小混混
- 2013年：Nate特別劇《放學後福不福》
- 2014年：tvN《急診男女》飾演 朴尚赫
- 2014年：TV朝鮮《妻子醜聞－風在吹》
- 2014年：JTBC《下女們》飾演 阿風
- 2014年：SBS《Punch》飾演 徐東勳
- 2015年：tvN《隱藏身份》飾演 陳德厚
- 2015年：MBC Every1《To Be Continued》飾演 體育老師
- 2016年：KBS《天上的約定》飾演 李忠泰
- 2016年：OCN《38師機動隊》飾演 房虎錫
- 2016年：JTBC《魔女寶鑑》
- 2017年：JTBC《Untouchable》飾演 李成均
- 2019年：tvN《Black Dog (電視劇)》飾演 柳在浩
- 2020年：tvN《女神降臨》飾演 王子
- 2022年：KBS1《只属于你的距离，我们》饰演 姜镐杰
- 2022年：ENA《我把社長解鎖了》饰演 河钟白
- 2023年：Disney+《舊案尋兇2》饰演 龙焕朱
- 2023年：tvN《O'PENing 2023—夏日感冒》饰演 路边摊社长
- 2023年：SBS《7人的逃脫》飾演 刑警（特別出演）
- 2024年：Disney+《江南B-Side》饰演 重案1组组长
- 2025年：Disney+《血謎拼圖》饰演 孫仁奐

### 電影
- 2005年：《不可饒恕》
- 2006年：《同伙》
- 2007年：《華麗的假期》
- 2007年：《愛情》
- 2008年：《有仇必報》
- 2008年：《霜花店：朕的男人》
- 2011年：《我的黑色小禮服》
- 2011年：《美麗的遺產》
- 2011年：《熔爐》
- 2012年：《Howling》
- 2012年：《胡狼來了》
- 2013年：《恐怖直播》
- 2013年：《繫緊你的安全帶》饰演 李东熙
- 2013年：《我愛你! 真英》
- 2014年：《奇怪的她》
- 2014年：《遺產》
- 2015年：《對不起 我愛你 謝謝你》
- 2019年：《老千：獨眼傑克》飾演 趙哲峰
- 2019年：《霹靂嬌鋒》飾演 網絡搜查隊警察
- 2019年：《天衣無縫的她（朝鲜语：감쪽같은 그녀）》飾演 吳嵐的父親
- 2020年：《陰櫥》飾演 後輩
- 2020年：《OK 老板娘》饰演 电影导演

## 外部連結
- 林賢成的Instagram帳戶
- 林賢成在NAVER上的资料
- 林賢成在韩国电影数据库（KMDb）上的資料（韓語）
- 林賢成在互联网电影资料库（IMDb）上的資料（英文）